# Двоїстість (проєктивна геометрія)
Основна властивість проєктивної площини — «симетрія» ролей, які відіграють точки і прямі у визначеннях і теоремах, і двоїстість (або дуальність) є формалізацією цієї концепції. Є два підходи до цієї двоїстості: один, з використанням мови (див. «Принцип двоїстості» нижче), і інший, більш функціональний підхід. Вони повністю еквівалентні і обидва є початковою точкою для аксіоматичних версій геометрії. У функціональному підході є відповідність між геометріями, яку називають двоїстістю. У часткових прикладах таку відповідність можна побудувати багатьма способами. Концепція двоїстості площини легко розширюється до двоїстості в будь-якій скінченновимірній проєктивній геометрії.

## Принцип двоїстості
Якщо визначати проєктивну площину аксіоматично як структуру інцидентності в термінах множини точок {\displaystyle P}, множини прямих {\displaystyle L} і бінарного відношення інцидентності {\displaystyle I}, яке визначає, які точки лежать на яких прямих, то можна визначити двоїсту структуру площини.
Якщо обміняти ролями «точки» і «прямі» в структурі інцидентності
{\displaystyle C=(P,L,I)},
отримаємо двоїсту структуру
{\displaystyle C=(P,L,I)},
де {\displaystyle I*} — обернене відношення до {\displaystyle I}. {\displaystyle C*} є також проєктивною площиною, яка називається двоїстою (дуальною) площиною для {\displaystyle C}.
Якщо {\displaystyle C} і {\displaystyle C*} ізоморфні, то {\displaystyle C} називається самодвоїстою. Проєктивні площини {\displaystyle PG(2,K)} для будь-якого поля (або, в загальнішому випадку, для будь-якого кільця з поділом, ізоморфного двоїстого йому) {\displaystyle K} є самодвоїстими. Зокрема, дезаргові площини скінченного порядку завжди самодвоїсті. Однак серед недезаргових площин існують як самодвоїсті (наприклад, площини Г'юза), так і не самодвоїсті (наприклад, площини Голла).
Для проєктивної площини твердження, що стосується точок, площин та їх інцидентності, отримане з іншого такого твердження шляхом обміну термінів «точка» і «пряма» (зі зміною, якщо потрібно, граматики), називається двоїстим твердженням. Двоїстим твердженням для «Через дві точки проходить єдина пряма» буде «Дві прямі перетинаються в одній точці». Утворення двоїстого твердження називається дуалізацією твердження.
Якщо твердження істинне в проєктивній площині {\displaystyle C}, то двоїсте твердження має бути істинним у двоїстій площині {\displaystyle C*}. Це випливає з того, що дуалізація кожного твердження в доведенні «в {\displaystyle C}» дає твердження в доведенні «в {\displaystyle C}».
Принцип двоїстості площини каже, що дуалізація будь-якої теореми в самодвоїстій проєктивній площині {\displaystyle C} породжує іншу істинну теорему в {\displaystyle C}.
Цю концепцію можна узагальнити до двоїстості тривимірного простору, де поняття «точки» і «площини» міняються ролями (а прямі залишаються прямими). Це приводить до принципу двоїстості простору. Можливі й подальші узагальнення (див. нижче).
Ці принципи дають хороший привід для вживання «симетричного» терміна для відношення інцидентності. Так, замість речення «точка лежить на прямій» можна сказати «точка і пряма інцидентні», і для дуалізації твердження достатньо слова точка і пряма переставити місцями («пряма і точка інцідентні»).
За визначенням, проєктивна площина являє собою множину точок і прямих, і проєктивне перетворення може відображати точки на точки і прямі на прямі. Таке перетворення називається колінеацією.
При розгляді двоїстості проєктивної площини розглядається інше відображення, за якого точки переходять у прямі, а прямі — в точки. Таке відображення називається кореляцією.
Проєктивне відображення визначається вимогами збереження:
1) інцидентності точок і прямих,
2) подвійного відношення.
Друга вимога використовує гармонійні четвірки точок на прямій, що утворюють проєктивний ряд точок, концепцію, двоїсту пучку прямих у точці.

### Двоїсті теореми
Оскільки дійсна проєктивна площина {\displaystyle PG(2,R)} є самодвоїстою, існує ряд добре відомих тверджень, двоїстих одне одному. Серед них:
- Теорема Дезарга ⇔ Обернена теорема Дезарга
- Теорема Паскаля ⇔ Теорема Бріаншона
- Теорема Менелая ⇔ Теорема Чеви

## Двоїстість як відображення
Двоїстість (площини) — це відображення з проєктивної площини {\displaystyle C=(P,L,I)} в її дуальну {\displaystyle C^{*}=(L,P,I^{*})}, що зберігає властивість інцидентності. Отже, двоїстість (площини) {\displaystyle \sigma } відображає точки в прямі і прямі в точки ({\displaystyle P^{\sigma }=L} і {\displaystyle L^{\sigma }=P}) так, що, якщо точка {\displaystyle Q} лежить на прямій {\displaystyle m} (позначається {\displaystyle QIm}), то {\displaystyle Q^{\sigma }I^{*}m^{\sigma }\Leftrightarrow m^{\sigma }I^{*}Q^{\sigma }}. Двоїстість (площини), яка є ізоморфізмом, називається кореляцією. Існування кореляції означає самодвоїстість проєктивної площини.
В особливому випадку, коли проєктивна площина має тип {\displaystyle PG(2,K)}, де {\displaystyle K} — кільце з поділом, двоїстість називають взаємним перетворенням. За основною теоремою проєктивної геометрії взаємне перетворення є композицією автоморфної функції на {\displaystyle K} і про'єктивного перетворення. Якщо використовуваний автоморфізм є тотожним, то взаємне перетворення називають проєктивною кореляцією.
Кореляцію другого порядку (інволюція) називають поляритетом. Якщо кореляція не є поляритетом, то {\displaystyle \phi ^{2}} буде нетривіальною колінеацією.
Цю концепцію відображення можна поширити й на простори вищих розмірностей, так що згадку про площину можна вилучити.

## Двоїстість високих розмірностей
Двоїстість проєктивної площини є окремим випадком двоїстості для проєктивних просторів, перетворень {\displaystyle PG(n,K)} (які позначають також {\displaystyle KP^{n}}), де {\displaystyle K} — поле, які обмінюють об'єкти розмірності {\displaystyle r} з об'єктами розмірності {\displaystyle n-1-r} (= корозмірність {\displaystyle r+1}). Отже, в проєктивному просторі розмірності {\displaystyle n} точки (розмірність 0) відповідатимуть гіперплощинам (корозмірність 1), прямі, що проходять через дві точки (розмірність 1), відповідатимуть перетинам двох гіперплощин (корозмірність 2), і так далі.
Точки {\displaystyle PG(n,K)} можна розглядати як ненульові вектори в {\displaystyle (n+1)}-вимірному векторному просторі над {\displaystyle K}, в якому ми ототожнюємо два вектори, якщо вони відрізняються лише множенням на скаляр. Інший спосіб подання як точки {\displaystyle n}-вимірного проєктивного простору — як прямі, що проходять через початок координат у {\displaystyle K^{n+1}}, які є 1-вимірними векторними підпросторами. Отже, {\displaystyle n}-вимірні векторні підпростори поля {\displaystyle K^{n+1}} подають {\displaystyle (n-1)}-вимірні геометричні гіперплощини проєктивних {\displaystyle n}-просторів над {\displaystyle K}.
Ненульовий вектор u = (u0,u1,…,un) у {\displaystyle K^{n+1}} визначає {\displaystyle (n-1)}-вимірний геометричний підпростір (гіперплощину) Hu,
Hu = (x0,x1,…,xn) : u0x0 + … + unxn = 0.
Вектор u, який використовується для визначення гіперплощини, позначимо uH, а для позначення точки, відповідної кінцю вектора, використаємо позначення uP. У термінах звичайного скалярного добутку, Hu = {xP : uH • xP = 0}. Оскільки K є полем, скалярний добуток симетричний, що означає uH•xP = u0x0 + u1x1 + … + unxn = x0u0 + x1u1 + … + xnun = xH•uP. Можна задати взаємне перетворення uP ↔ Hu між точками і гіперплощинами. Цю відповідність можна поширити на прямі, утворені двома точками і перетин двох гіперплощин, і т. далі.
На проективній площині {\displaystyle PG(2,K)} з полем {\displaystyle K} ми маємо відповідність: однорідні координати (a, b,c) ↔ прямі, що задаються рівняннями ax + by + cz = 0. У проєктивному просторі {\displaystyle PG(3,K)} є відповідність: точки в однорідних координатах (a, b,c, d) ↔ площині, що задаються рівняннями ax + by + cz + dw = 0. Ця відповідність також відображає пряму, задану двома точками (a1,b1,c1,d1) і (a2,b2,c2,d2), в пряму, яка є перетином двох площин, заданих рівняннями a1x + b1y + c1z + d1w = 0 и a2x + b2y + c2z + d2w = 0.

## Тривимірний простір
У полярних відображеннях дійсного проєктивного 3-вимірного простору {\displaystyle PG(3,R)} точки відповідають площинам, а прямі — прямим. У стереометрії має місце двоїстість многогранників, коли точки двоїсті граням, а ребра двоїсті ребрам, так що ікосаедр двоїстий додекаедру, а куб двоїстий октаедру.

## Геометрична побудова взаємного перетворення
Відповідність у {\displaystyle PG(2,R)} в однорідних координатах можна описати геометрично. Для цього використовується модель дійсної проєктивної площини «одинична сфера з ототожненням антиподів», або, що еквівалентно, модель прямих і площин, які проходять через початок координат простору R3. Зіставимо прямій, що проходить через початок координат, унікальну площину, що проходить через початок координат і перпендикулярна (ортогональна) до прямої. Якщо в цій моделі прямі вважати точками, а площини — прямими проєктивної площини {\displaystyle PG(2,R)}, це зіставлення стає відповідністю (а фактично — полярним відображенням) проєктивної площини. Сферичну модель можна отримати як перетин прямих і площин, що проходять через початок координат, з одиничною сферою, що має центр у початку координат. Прямі перетинають сферу в двох протилежних точках, які ототожнюються для отримання точки проективної площини, площини ж перетинають сферу по великих колах, які є прямими проєктивної площини.
Те, що таке зіставлення «зберігає» інцидентність, легко показати на моделі прямих і площин. Точка, інцидентна прямій у проєктивній площині, відповідає прямій, що лежить на площині в моделі. Згідно із зіставленням, площина стає прямою, що проходить через початок координат і перпендикулярна до площини, якій зіставлена. Цей образ (пряма) перпендикулярна до будь-якої прямої, що лежить на площині, зокрема й до початкової прямої (точки проєктивної площини). Всі прямі, що проходять через початок координат і перпендикулярні до початкової прямої, лежать в одній площині, перпендикулярній до початкової прямої, яка зіставлена початковій прямій. Отже, образ прямої лежить в образі площині, так що інцидентність збережено.

## Полюси й поляри

Полюс і поляра відносно кола O. P = Q, q — поляра для Q, Q — полюс для q.

В евклідовому просторі виберемо коло C з центром O і радіусом r. Для кожної точки P, відмінної від O, визначимо образ Q', так що OP • OQ = r2. Відображення P → Q називається інверсією відносно кола C. Пряма q, що проходить через P, перпендикулярна OP, називається полярою точки Q відносно кола C.
Нехай q — пряма, що не проходить через O. Опустимо перпендикуляр з O на q, який перетинає q в точці P (це найближча до O точка прямої q). Образ точки Q (точка P) при інверсії відносно C називається полюсом прямої q. Якщо точка M лежить на прямій q (що не проходить через O), то полюс прямої q лежить на полярі точки M і навпаки. Процес, що зберігає інцидентність, за якого точки і прямі переходять в їхні поляри і полюси, відносно C називається проєктивним перетворенням.
Щоб зробити цей процес взаємним перетворенням, евклідів простір (який не є проективною площиною) слід розширити до розширеної евклідової площині доданням прямої на нескінченності і точок на нескінченності, які лежать на цій нескінченно віддаленій прямій. На цій розширеній площині ми визначаємо поляру точки O як пряму на нескінченності (і O є полюсом на нескінченності), і полюси прямих, що проходять через O як точки на нескінченності, де, якщо пряма має кутовий коефіцієнт s (≠ 0), її полюс є нескінченно віддаленою точкою, що відповідає класу паралельних прямих з нахилом -1/s. Полюс для осі x — це точка на нескінченності вертикальних прямих, а полюс осі y — точка на нескінченності горизонтальних прямих.
Побудову полярного перетворення для інверсії відносно кола, наведену вище, можна узагальнити з використанням інверсії відносно конічних перетинів (на розширеній дійсній площині). Взаємне перетворення, побудоване таким чином, є проєктивною кореляцією другого порядку, тобто полярним перетворенням.

## Відображення сфери в площину
Модель проєктивної площини з одиничною сферою ізоморфна (беручи до уваги властивість інцидентності) планарної моделі, де площину розширено проєктивною прямою на нескінченності. У цій моделі протилежні точки сфери (відносно центру) вважаються однією точкою.
Щоб зіставити точкам сфери точки на площині, припустимо, що сфера дотикається до площини в певній точці і цю точку ми виберемо як початок координат площини. Тепер проведемо пряму через точку на сфері і центр сфери. Ця пряма перетне сферу в деякій точці. Отриману точку можна використати для побудови взаємно однозначного відображення
{\displaystyle f:[0,\pi /2]\times [0,2\pi ]\rightarrow \mathbb {R} P^{2}.}
Якщо точки в {\displaystyle \mathbb {R} P^{2}} задано в однорідних координатах, то
{\displaystyle f:(\theta ,\phi )\mapsto [\cos \phi :\sin \phi :\cot \theta ],}
{\displaystyle f^{-1}:[x:y:z]\mapsto \left(\arctan {\sqrt {\left({x \over z}\right)^{2}+\left({y \over z}\right)^{2}}},\arctan _{2}(y,x)\right).}
Прямі на планарній моделі є проєкціями великих кіл сфери, оскільки через пряму на площині і початок 3-вимірних координат можна провести площину, і ця площина буде перетинати сферу по великому колу.
Як можна бачити, будь-якому великому колу на сфері можна зіставити проєктивну точку, відповідну єдиній прямій, перпендикулярній до площини, на якій лежить коло і яку можна визначити як двоїсту. Ця пряма перетинає дотичну площину, і це показує, як зіставити єдину точку площини будь-якій прямій цієї площини, так, що точка буде двоїстою до прямої.